# 斯韋德貝里

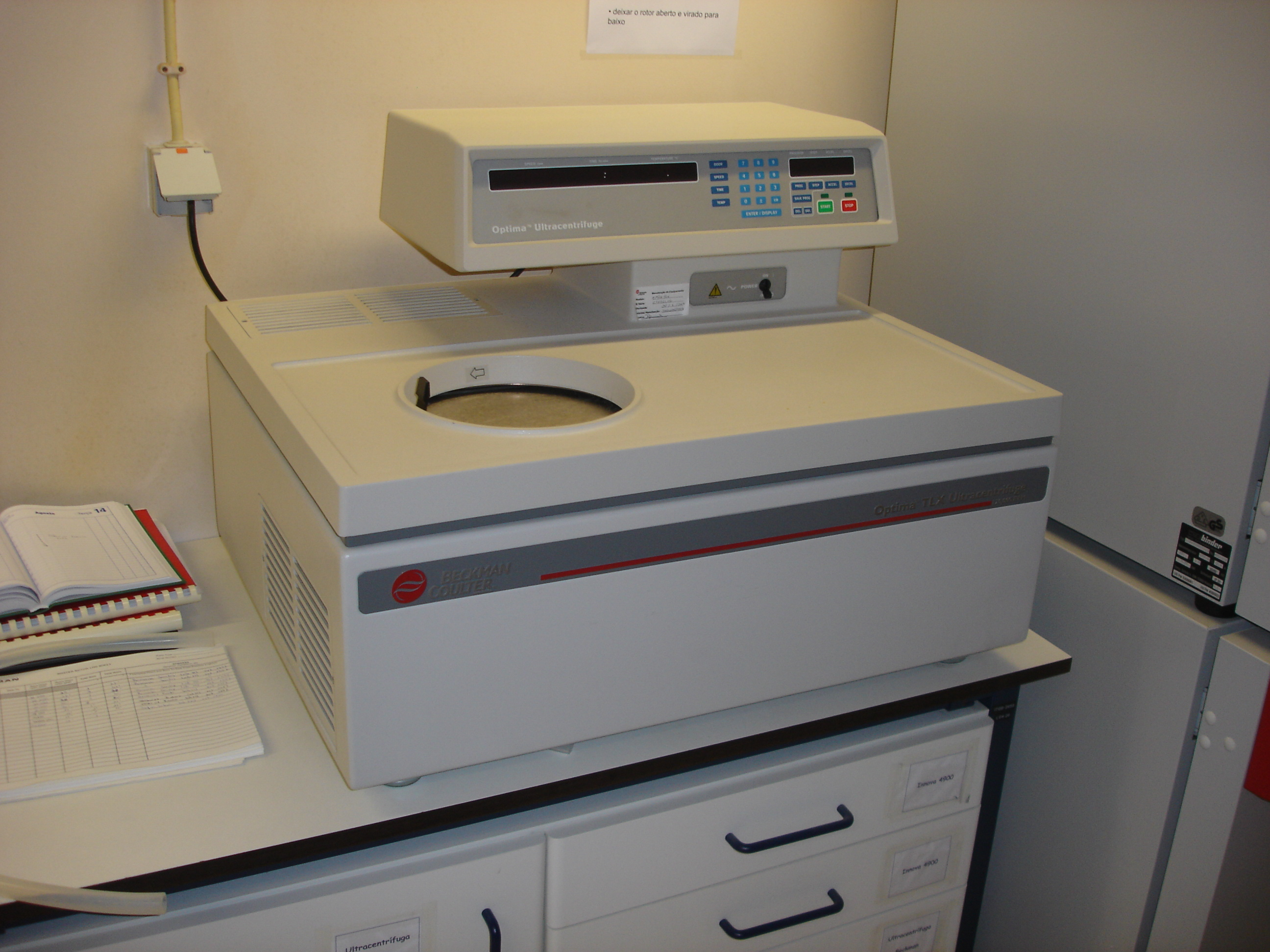
一台实验室超速离心机。

斯韋德貝里（英語：svedberg，符号为S，有时为Sv，勿与国际单位制单位西弗以及非国际单位制单位斯维尔德鲁普相混淆），或以英語發音譯作斯维德伯格，是一个用于表示沉降系数的非国际单位制物理单位。它表示在特别是离心过程的沉降过程中粒子类型的行为特征。斯维德伯格是一个度量时间的技术性单位 ，且准确定义为10−13秒（100飞秒）。
该单位命名自瑞典化学家特奥多尔·斯韦德贝里（1884年－1971年），他是1926年诺贝尔化学奖得主，在胶体化学的貢獻甚大，也是超速离心机的發明者。
较大的微粒倾向于沉降地更快并因此具有较高的斯维德伯格值。然而沉降系数S并不可以相加。沉降速率并不仅仅取决于一个微粒的质量或体积，且当两个微粒结合在一起时就会不可避免地损失表面积。因此当分别测量时，它们的斯维德伯格值加起来并不会与结合状态粒子的相等。
斯维德伯格是用于区分核糖体的最重要的单位，核糖体在研究种系发生学时较为重要。